# Lorena Briceño
Lorena Briceño (Neuquén, 19 de abril de 1978) es una deportista argentina que compitió en judo.
Ganó dos medallas en los Juegos Panamericanos, en los años 1999 y 2007, y siete medallas en el Campeonato Panamericano de Judo entre los años 1997 y 2008. Participó en los Juegos Olímpicos de Pekín 2008, donde finalizó vigésima en la categoría de –78 kg.

## Palmarés internacional
| Juegos Panamericanos    | Juegos Panamericanos          | Juegos Panamericanos | Juegos Panamericanos |
| Año                     | Lugar                         | Medalla              | Categoría            |
| ----------------------- | ----------------------------- | -------------------- | -------------------- |
| 1999                    | Winnipeg (Canadá)             | Medalla de bronce    | –70 kg               |
| 2007                    | Río de Janeiro (Brasil)       | Medalla de bronce    | –78 kg               |
| Campeonato Panamericano |                               |                      |                      |
| Año                     | Lugar                         | Medalla              | Categoría            |
| 1997                    | Guadalajara (México)          | Medalla de plata     | –72 kg               |
| 2001                    | Córdoba (Argentina)           | Medalla de plata     | Abierta              |
| 2001                    | Córdoba (Argentina)           | Medalla de bronce    | +78 kg               |
| 2004                    | Isla de Margarita (Venezuela) | Medalla de plata     | –78 kg               |
| 2006                    | Buenos Aires (Argentina)      | Medalla de bronce    | –78 kg               |
| 2007                    | Montreal (Canadá)             | Medalla de bronce    | –78 kg               |
| 2008                    | Miami (Estados Unidos)        | Medalla de bronce    | –78 kg               |